# Дивовижний
Дивовижний (італ. Il divo — La spettacolare vita di Giulio Andreotti) — італійський кінофільм, знятий 2008 року режисером Паоло Соррентіно. Стрічка оповідає про останні роки кар'єри прем'єр-міністра Джуліо Андреотті. Вперше фільм було продемонстровано 23 травня 2008 року в межах основного конкурсу 61-го Каннського кінофестивалю, де виборов Приз журі. 2010 року фільм був номінований на премію «Оскар» в номінації «Найкращий грим».

## У ролях
- Тоні Сервілло — Джуліо Андреотті
- Флавіо Буччі — Франко Еванджелісті, права рука Андреотті, він же «Лемон»
- Карло Буччироссо — Паоло Чіріно Помічіно, глава казначейства, він же «Міністр»
- Джорджо Коланджелі — Сальво Ліма, член парламенту від християнських демократів, він же «Його Високоповажність»
- Альдо Раллі — Джузеппе Чьяррапіко, бізнесмен, він же «Чьярра»
- Массімо Пополіціо — Віторіо Збарделла, член парламенту від християнських демократів, він же «Акула»
- Акілле Бруньїні — кардинал Фьйоренцо Анджеліні, він же «Його Святість»
- Анна Бонаюто — Лівія Данезе
- П'єра Дельї Еспості — синьйора Енеа, секретар Джуліо
- Джуліо Бозетті — Еудженіо Скальфарі, журналист
- Паоло Граціозі — Альдо Моро, голова християнських демократів
- Альберто Кракко — Дон Маріо Канчіані
- Лоренцо Джоеллі — Міно Пекореллі, журналіст
- Джанфеліче Імпарато — Вінченцо Скотті, політик, член Християнсько-демократичної партії
- Джованні Веттораццо — магістр Скарпінато
- Кристина Серафіні — Катерина Станьйо
- Фанні Ардан — дружина французького посла

## Саундтрек
1. Fissa lo sguardo — Teho Teardo
2. Sono ancora qui — Teho Teardo
3. I miei vecchi elettori — Teho Teardo
4. Toop Toop — Cassius
5. Che cosa ricordare di lei? — Teho Teardo
6. Un'altra battuta — Teho Teardo
7. Il cappotto che mi ha regalato Saddam — Teho Teardo
8. Notes for a New Religion — Teho Teardo
9. Gammelpop — Barbara Morgenstern & Robert Lippok
10. Non ho vizi minori — Teho Teardo
11. Ho fatto un fioretto — Teho Teardo
12. Possiedo un grande archivio — Teho Teardo
13. Double Kiss — Teho Teardo
14. Nux Vomica — The Veils
15. Il prontuario dei farmaci — Teho Teardo
16. La corrente — Teho Teardo
17. 1. Allegro Flute concerto in D major (Il gardellino) — Антоніо Вівальді
18. Pavane, Op.50 — Габрієль Форе
19. Da, da, da, ich lieb' Dich nicht, Du liebst mich nicht — Trio
20. E la chiamano estate — Бруно Мартіно